# 勞遜志
勞遜志（1535年—？），字惟敏，號岱輿，直隸蘇州府吳縣人，民籍，明朝政治人物。

## 生平
嘉靖三十一年（1552年）壬子科應天府鄉試第一百十七名舉人。隆慶五年（1571年）中式辛未科會試第四十九名，二甲第四十五名進士。都察院觀政，授浙江安吉州知州，萬曆五年（1577年）升南京刑部员外郎，七年养病。十一年复除刑部，升郎中，十四年升潮州知府，十七年调簡。
其墓在今蘇州西山支頭嶺左。

## 家族
曾祖勞潛；祖父勞麟；父勞珊，貢士。嫡母陸氏；生母周氏。慈侍下。兄遜學。弟遜膚、逊言、遜道。